# Toabré
Toabré est une commune rurale située dans le département de Manni de la province de la Gnagna dans la région de l'Est au Burkina Faso.

## Géographie
Toabré est situé à environ 9 km au Sud-Ouest de Manni, chef-lieu du département.

## Santé et éducation
Le centre de soins le plus proche de Toabré est le centre médical de Manni.